# Демиденко, Григорий Григорьевич
Григорий Григорьевич Демиденко (укр. Григорій Григорович Демиденко; 3 февраля 1940, село Крестителево, Чернобаевский район, Полтавская область, Украинская ССР, СССР — 20 июля 2024) — советский и украинский учёный-историк и правовед, специалист в области истории учений о государстве и праве. Доктор исторических наук (1988), профессор (1990). Работал в Национальной юридической академии Украины имени Ярослава Мудрого заведующим кафедрами политической истории и истории Украины (1990—1995), затем — профессором на кафедре теории государства и права (1995—2017).

## Биография
Григорий Демиденко родился 3 февраля 1940 в селе Крестителево Чернобаевского района Полтавской области (ныне Черкасская область). Высшее образование получил на историческом факультете Донецкого государственного университета, который окончил в 1972 году. Окончив вуз, некоторое время работал учителем истории и обществоведения, затем был принят на место ассистента в Донецком политехническом институте.
В 1969 году поступил в аспирантуру Харьковского государственного университета, которую окончил в 1972 году. В том же году, под научным руководством Георгия Попова, успешно защитил диссертацию на соискание учёной степени кандидата исторических наук по теме «Соратник В. И. Ленина В. Д. Бонч-Бруевич».
В 1972 году поступил на работу в Харьковский юридический институт, где занял должность старшего преподавателя, а спустя год — доцента. В 1978 году ему было присвоено учёное звание доцента.
В 1988 году в Харьковском юридическом институте Демиденко защитил диссертацию на соискание учёной степени доктора исторических наук по теме «Жизнь и деятельность соратников В. И. Ленина в советской историографии (1917—1987)». В том же году ему была присвоена соответствующая учёная степень, а спустя ещё два года он был утверждён в профессорском звании и занял одноимённую должность в том же вузе.
В 1990 году был назначен заведующим кафедрой политической истории Украинской государственной юридической академии (до 1991 — ХЮИ), а спустя четыре года возглавил кафедру истории Украины. Начиная с 1995 года, был профессором кафедры теории государства и права того же вуза, который к тому времени уже назывался Национальной юридической академией Украины имени Ярослава Мудрого. Работая в ВУЗе, занимался подготовкой учёных, под его научным руководством защитили свои диссертации три кандидата исторических наук.
В 2004 году был награждён почётной грамотой Харьковской областной государственной администрации. В 2009 году удостоен почётного звания «Заслуженный профессор Национальной юридической академии Украины имени Ярослава Мудрого», а спустя год был награждён почётным знаком III степени Национальной юридической академии Украины, а в 2015 году — II степенью этого отличия.
В 2014 году он совместно с профессором В. Н. Ермолаевым издал учебное пособие «Правда Русская Ярослава Мудрого: начало законодательства Киевской Руси». Доцент А. Э. Радутный назвал эту работу «новым взглядом на Правду Русскую». За это учебное пособие в 2016 году Демиденко и Ермолаев были удостоены премии имени Ярослава Мудрого в номинации «За подготовку и издание учебников для студентов юридических специальностей высших заведений образования».
Продолжал работать в Национальном юридическом университете имени Ярослава Мудрого (до 2010 года — НЮАУ) до 2017 года.
По состоянию на 2020 год был главным специалистом в Научно-исследовательском институте государственного строительства и местного самоуправления Национальной академии правовых наук Украины.
Умер 20 июля 2024 года.